# Област Минамишитара
Област Минамишитара (јап. 南設楽郡) Minamishitara-gun је рурална област која се налази у источном делу префектуре Аичи, Јапан. 

## Историја
Област Шитара (設 楽 郡) је био један од древних округа провинције Провинција Микава пошто је направљена 903 од области Хој (宝 飯 郡). У катастарским реформи раног Меиџи период, 22. јула, 1878 Шитара област је подељена на Минамишитара област и област Киташитара. Са организацијом општина 1. октобра, 1889, област Минамишитара је подељена на једну варош (Шинширо) и 22 села.
Село Еби је унапређено у статусвароши 28. априла, 1894. У оквиру консолидације, преостали број села је смањен са 21 на 5 у 1906. Дана 15. априла 1955. године, вароши Шиширо прикључена су села Чисато и Того, заједно са селима Фунацуке и Џана из Џана. 1. априла 1956. године, села Нагашино и Хорај спојила су се са вароши Оно и село Нанасато из области Џана и формира се варош Хорај, остављајући Минамишитара област са три вароши и једним селом. У септембру исте године, варош Еби је припојена вароши Хорај заједно са селом из области Џана. 1. новембра, 1958 Шинширо је унапредјен у статус града.
1. октобра 2005. године, варош Хорај и село Цукуде су спојени у граду Шинширо (раније такођа део области). Стога област Минамишитара је укинута као резултат овог спајања.